# Jacquelyn Ann Kallunki
Jacquelyn Ann Kallunki (n. 1948) és una botànica brasilera-nord-americana. Desenvolupa activitats científiques en taxonomia, filogenia i evolució de les famílies, amb èmfasis en els taxons neotropicals de l'Amazones, en el Departament de Sistemàtica Vegetal de la Universitat Federal de l'Oest de Pará (UFOPA). En l'actualitat desenvolupa activitats acadèmiques com a Directora Associada i Curadora, a l'Herbari William & Lynda Steere, del Jardí Botànic de Nova York, treballant entre altres en el "Projecte Catàleg de les espècies de Brasil".
El 1979, va obtenir el seu Ph.D., per la Universitat de Wisconsin, sent experta en Galipeinae (rutàcies).

## Algunes publicacions
- jacquelyn a. Kallunki. 2002a. Rutaceae. En: S. a. Mori, G. Cremers, C. Gracie, J.-J. de Granville, S. V. Heald, M. Hoff,& J. D. Mitchell (eds.) Guide to the vascular plants of central French Guiana. Parteix 2. Dicotyledons. Mem. New York Bot. Gard. 76(2): 649-656

- ---------------------------------. 2002b. Goodyera (Orchidaceae). pàg. 514-517, fig. pàg. 513. En: Flora of North America. Vol. 26. Oxford University Press

- m.w. Chase, c.m. Morton, jacquelyn a. Kallunki. 1999. Phylogenetic relationships of Rutaceae: a cladistic analysis of the subfamilies using evidence from rbcL and atpB sequence variation. Amer. J. Bot. 86: 1191-1199

- jacquelyn a. Kallunki. 1998a. Revision of Ticorea Aubl. (Rutaceae, Galipeinae). Brittonia 50: 500-513

- ---------------------------------, j.r. Pirani. 1998b. Synopses of Angostura Roem. & Schult. and Conchocarpus J.C.Mikan. Kew Bull. 53: 257-334

- ---------------------------------. 1998c. Andreadoxa flava (Rutaceae, Cuspariinae): a new genus and species from Bahia, Brazil. Brittonia 50: 59-62

### Llibres
- ghillean t. Prance, jacquelyn a. Kallunki. 1984. Ethnobotany in the neotropics: proceedings. Volum 1 de Advances in economic botany. Edició il·lustrada de New York Botanical Garden, 156 pàg. ISBN  0893272531

- ---------------------------------. 1979. Reproductive biology of mixed-species populations of Goodyera (Orchidaceae) in northern Michigan. Editor University of Wisconsin--Madison. 142 pàg.

- ---------------------------------. 1974. Population studies in Goodyera (Orchidaceae) with emphasis on the hybrid origin of G. tesselata. Editor University of Wisconsin--Madison, 292 pàg.

## Honors
- Editora associada de la revista científica Brittonia

## Abreviatura (botànica)
L'abreviatura Kallunki s'empra per a indicar a Jacquelyn Ann Kallunki com autoritat en la descripció i classificació científica dels vegetals. (Consulteu el llistat de tots els gèneres i espècies descrits per aquest autor a IPNI).